# Synagoge (Bandsa)

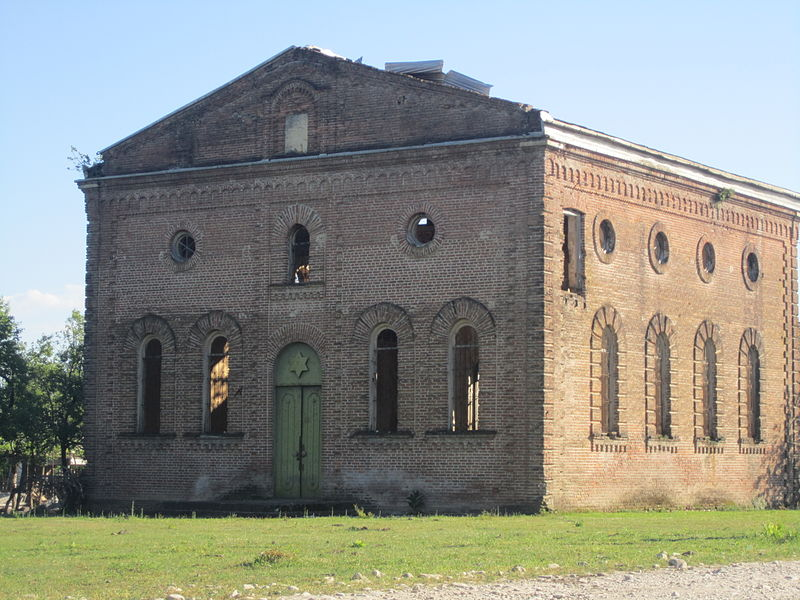
Synagoge in Bandsa

Die Synagoge in Bandsa, einem Ort in der Region Mingrelien und Oberswanetien in Georgien, wurde 1910 errichtet.
Bandsa liegt in der Kolchischen Tiefebene an der Straße zwischen Senaki und Choni. Seit den 1970er-Jahren wird die Synagoge nicht mehr genutzt und verfällt.